# Confide in Me
»Confide in Me« je dance-pop pesem avstralske pevke Kylie Minogue, ki so jo napisali Steve Anderson, Dave Seaman in Owain Barton. Producirala jo je skupina Brothers in Rhythm, glasbeni kritiki pa so ji, ko je v tretji četrtini leta 1994 izšla kot prvi singl s petega glasbenega albuma Kylie Minogue, Kylie Minogue, dodeljevali v glavnem pozitivne ocene. Leta 2004 so ob deseti obletnici izida pesmi singl ponovno izdali.
Singl je zasedel drugo mesto britanske glasbene lestvice in pet tednov ostal na prvem mestu avstralske lestvice. V Združenih državah Amerike je postal plesno-klubska uspešnica in zasedel devetintrideseto mesto na Billboardovi lestvici Dance/Club Play Chart. Pesem »Confide in Me« je leta 1994 prejela tri nagrade ARIA Music Awards, in sicer v kategorijah za »najbolje prodajan avstralski singl«, »najbolje prodajano avstralsko plesno pesem« in »najboljši videospot«. Istega leta je bila nominirana za nagrado Smash Hits v kategorijah za »najboljši singl« in »najboljši videospot«.

## Videospot
V sklopu promocije pesmi »Confide in Me« so posneli izredno barvit videospot, ki ga je režiral Paul Boyd in ki so ga julija 1994 posneli v Los Angelesu. V videospotu Kylie Minogue na začetku telefonira, kjer se z osebo, s katero govori, prepira, in ji naroča, naj ji zaupa. V videospot je vključenih še šest drugih prizorov. V vseh se Kylie Minogue pojavi pred barvitim ozadjem, hkrati pa v vseh prizorih pozira za kamero in pleše. V izbranih prizorih se na dnu ekrana pojavi številka »1-555-Confide«. Na koncu videospota se vsi prizori združijo in nazadnje zbledijo. V videospotu je Kylie Minogue oblečena v šest različnih oblek, zamenjala pa je tudi mnogo različnih frizur in v skoraj vsakem prizoru je bila naličena drugače.
Videospot je takoj ob izidu postal uspešnica in postal šestnajsti največkrat predvajani videospot na kanalu MTV Europe. Decembra 2004 so ga izdali tudi na DVD-ju kompilacije Ultimate Kylie.

## B-strani
Kot B-stran komercialne izdaje singla »Confide in Me« so izdali dve pesmi. Pesem »Nothing Can Stop Us«, ki sta jo napisala Bob Stanley in Pete Wiggs, producirala pa glasbena skupina Saint Etienne, je veljal kot debitantska pesem Kylie Minogue, nastala v sodelovanju z založbo Deconstruction Records, a je nikoli niso izdali kot singl. Njen remix so izdali kot B-stran pesmi »Confide in Me«. Originalna različica pesmi »Nothing Can Stop Us« ni izšla, dokler Kylie Minogue ni izdala CD-ja Confide In Me - The Irresistible Kylie.
Pesem »If You Don't Love Me«, njena različica pesmi Prefaba Sprouta, je napisal Paddy MacAloon in produciral Steve Anderson. Leta 2000 je pesem izšla na kompilaciji Hits+. Poleg tega je Kylie Minogue s pesmijo nastopila na svoji turneji Aphrodite World Tour.
Na avstralsko različico CD-ja s singlom je bil vključen tudi remix pesmi »Where Has the Love Gone« The Fire Island, ki je izšel tudi na albumu. Ob izidu kompilacije Hits+ so izdali še drugačen remix pesmi, remix Roach Motel, ki pa je bil vseeno precej podoben remixu The Fire Island. Do izida albuma se je govorilo, da je ta remix pravzaprav razširjena različica remixa The Fire Island.

## Dosežki na lestvicah
Na avstralski glasbeni lestvici je pesem zasedla prvo mesto in naslednjih pet tednov je ostala med prvimi petimi pesmimi na lestvici in tako postala najbolje prodajan singl leta 1994. Zasedla je trideseto mesto na seznamu najboljših pesmi Triple J-ja, s čimer je postala najuspešnejša samostojna pesem Kylie Minogue na seznamu - uspešnejši je bil še njen duet z Nickom Caveom, ki je zasedel eno izmed prvih desetih mest.
Pesem »Confide in Me« je debitirala na drugem mestu britanske lestvice in postala njen drugi singl, ki mu je to uspelo, takoj za pesmijo »Give Me Just a Little More Time« (1992). Na lestvici je ostal devet tednov, od tega tri tedne med prvimi desetimi. Septembra 1994 je singl za uspešno prodajo v Veliki Britaniji prejel srebrno certifikacijo (tam je namreč do takrat prodal vsaj 200.000 izvodov). Na večini evropskih lestvic je singl zasedel eno izmed prvih dvajsetih mest. Pesem »Confide in Me« je postala tretji singl Kylie Minogue, ki se je uvrstil na Billboardovo lestvico Dance/Club Play Chart, kjer je zasedel devetintrideseto mesto.

## Formati in seznam pesmi
| Britanski CD s singlom - 1 1. »Confide in Me« (Masterjev remix) – 5:51 2. »Confide in Me« (remix Big Brothers) – 10:27 3. »Confide in Me« (remix The Truth) – 6:46 Britanski CD s singlom - 2 1. »Confide In Me« (Masterjev remix) – 5:51 2. »Nothing Can Stop Us« – 4:04 3. »If You Don't Love Me« – 2:08 Kaseta s singlom 1. »Confide in Me« (radijska različica) – 4:27 2. »Confide in Me« (remix The Truth) – 6:46 Avstralski CD s singlom 1. »Confide in Me« (Masterjev remix) – 5:51 2. »Nothing Can Stop Us« (verzija z gramofonske plošče) – 4:06 3. »If You Don't Love Me« – 2:08 Avstralska omejena izdaja CD-ja s singlom 1. »Confide in Me" (Masterjev remix) – 5:51 2. »Confide in Me« (remix Big Brothers) – 10:27 3. »Confide in Me« (remix The Truth) – 6:46 4. »Where Has The Love Gone?« (remix The Fire Island/verzija z albuma) – 7:46 5. »Where Has The Love Gone?« (remix Roach Motel) – 8:05 | Uradni remixi 1. »Confide in Me« (francoska različica pesmi) – 5:51 2. »Confide in Me" (remix In The Confessional) – 6:38 3. »Confide in Me« (Damienov remix) – 7:21 4. »Confide in Me« (remix Phillipa Damiena) – 6:25 5. »Confide in Me« (Bassov remix) – 8:04 6. »Confide in Me« (remix Justina Warfielda) – 5:26 7. »Confide in Me« (klubski remix Tomerja G-ja) 8. »Confide in Me« (radijski remix Tomerja G-ja) 9. "Confide in Me« (Optimusov klubski remix) 10. »Confide in Me« (Optimusov remix) 11. »Confide in Me« (radijska različica) |

## Nastopi v živo
Kylie Minogue je s pesmijo »Confide in Me« nastopila na naslednjih turnejah:
- Intimate and Live Tour
- On A Night Like This Tour
- KylieFever2002
- Showgirl: The Greatest Hits Tour
- Showgirl: The Homecoming Tour
- For You, For Me Tour
- Aphrodite World Tour

## Dosežki
| Lestvica (1994)                                           | Dosežek |
| --------------------------------------------------------- | ------- |
| Avstralija (ARIA)                                         | 1       |
| Finska (Suomen virallinen lista)                          | 1       |
| Južna Afrika (South African Singles Chart)                | 1       |
| Združeno kraljestvo (UK Singles Chart)                    | 2       |
| Švedska (Sverigetopplistan)                               | 10      |
| Francija (SNEP)                                           | 10      |
| Švica(Media Control Charts)                               | 20      |
| Nizozemska (Dutch Top 50)                                 | 38      |
| Nemčija (Media Control Charts)                            | 50      |
| Združene države Amerike (Billboard Dance/Club Play Chart) | 39      |
| Irska (IRMA)                                              | 12      |
| Japonska (Oricon)                                         | 5       |
| Evropa (Eurochart Hot 100)                                | 9       |
| Nova Zelandija (RIANZ)                                    | 12      |

| Leto | Lestvica                            | Dosežek |
| ---- | ----------------------------------- | ------- |
| 1994 | Avstralija (ARIA)                   | 22      |
| 1994 | Velika Britanija (UK Singles Chart) | 56      |
| 1995 | Francija (SNEP)                     | 75      |

## Ostale verzije
- 2010 - The Irresponsibles: avstralska glasbena skupina je na svojem debitantskem albumu Let It Out izdala heavy rock/dance različico pesmi.
- 2010 - Hurts: glasbena skupina je z lastno različico pesmi nastopila v britanski televizijski oddaji The Sun.
- 2006 - Nerina Pallot: pevka je akustično različico pesmi izdala kot B-stran svojega singla »Sophia«.
- 2006 - Angtoria: simfonična metal glasbena skupina svojo različico pesmi izdala preko svojega debitantskega albuma, God Has a Plan for Us All.
- 2003 - NakedHeart: glasbena skupina je lastno različico pesmi izdala le v Avstraliji.[10]
- 2002 - Ben Lee: pevec je svojo različico pesmi izdal kot B-stran singla »Something Borrowed, Something Blue«.
- 2000 - Analena: glasbena skupina je svojo različico pesmi izdala preko svojega EP-ja Arythmetics.
- 1997 - The Sisters of Mercy: glasbena skupina je s pesmijo samo nastopila na eni od svojih turnej, ne pa tudi izdala.
- 1996 - Systral: death metal/hardcore različico pesmi so izdali preko svojega albuma Fever.

Raper Example je leta 2007 izdal pesem »No Sleep For The Wicked« preko albuma What We Made; pesem vključuje veliko značilnosti pesmi »Confide in Me«.
Pesem je bila vključena tudi na odrski muzikal Priscilla Queen of the Desert – the Musical.